# Jenny Nyström
Jenny Eugenia Nyström (Kalmar, 13 o 15 giugno 1854 – Stoccolma, 17 gennaio 1946) è stata una pittrice e illustratrice svedese nota principalmente come creatrice dell'immagine svedese del jultomte sulle cartoline di Natale e sulle copertine delle riviste, collegando così la versione svedese di Babbo Natale agli gnomi e ai tomtar del folklore scandinavo. È stata la prima donna in Svezia a ricevere una medaglia reale per i suoi disegni a tema storico.

## Biografia
Era figlia di Daniel Nyström, insegnante di scuola e di pianoforte, nonché cantore della chiesa del castello di Kalmar e di sua moglie Anette Bergendahl. Aveva quattro fratelli. Quando Jenny Nyström aveva otto anni, la famiglia si trasferì a Göteborg, dove suo padre aveva trovato un lavoro di insegnante meglio remunerato. Studiò alla scuola femminile Kjellberg (Kjellbergska flickskolan). Nel 1865 iniziò a frequentare la scuola d'arte presso il museo di Göteborg, Ritoch Målarskola, oggi nota come Konsthögskolan Valand. Fu in questo periodo che, incoraggiata da uno dei suoi insegnanti, iniziò a disegnare immagini di tomte.
Nel 1871 il racconto Lille Viggs äventyr på julafton ("Le avventure del piccolo Vigg alla vigilia di Natale"), scritto da Viktor Rydberg, le ispirò la realizzazione di otto disegni per illustrarlo. Viktor Rydberg li vide e suggerì alla casa editrice Bonniers di pubblicare un'edizione illustrata del libro. Dopo il loro rifiuto i disegni furono infine pubblicati nel 1875 dall'editore Torsten Hedlund. Questo breve racconto di Natale per tutte le età fu ampiamente stampato e da allora è diventato un classico natalizio in Svezia.
Nel 1873 fu ammessa alla Reale Accademia delle Belle Arti, dove studiò per otto anni. Per finanziare in parte i suoi studi collaborava con il settimanale Ny Illustrerad Tidning e fu in parte aiutata da benefattori. Il suo maggiore risultato del periodo all'Accademia lo ottenne nel 1881, quando ricevette la medaglia d'oro reale per il suo dipinto a tema storico Gustav Vasa inför king Hans. Dal 1880 in poi fino alla sua morte illustrò numerosi libri per bambini e romanzi storici e dipinse immagini di copertina per giornali e riviste.
Grazie a una borsa di studio, proseguì gli studi a Parigi tra il 1882 e il 1886, presso l'Académie Colarossi e l'Académie Julian, che prevedevano corsi per le donne. Alcuni suoi quadri furono esposti al Salon parigino. Mentre era a Parigi, Jenny Nyström scoprì il boom del mercato delle cartoline e cercò di convincere la casa editrice svedese Bonnier a iniziare a produrne.
Tornò a Stoccolma all'inizio dell'anno nel 1886 dove divenne la pittrice e illustratrice più produttiva della Svezia, lavorando per diversi editori. Per molti anni le sue illustrazioni furono distribuite da Strålin & Persson AB a Falun.
Nel 1887, all'età di 33 anni, sposò lo studente di medicina Daniel Stoopendaal (1853-1927), fratello dei colleghi artisti Henrik Wilhelm Johan Stoopendaal (1846-1906), Ferdinand Jacob Stoopendaal (1850-) e Georg Vilhelm Stoopendaal (1866- 1953). A causa della tubercolosi Daniel non poté mai terminare gli studi e intraprendere la sua professione. Stava quindi a Jenny mantenere se stessa, suo marito e il loro figlio Curt, nato nel giugno 1893, attraverso la sua abilità artistica, mentre Daniel si occupava dei suoi affari. Daniel morì nel 1927.
Nel 1911 firmò un contratto con la casa editrice di Axel Eliasson per la realizzazione di biglietti di auguri, che doveva produrre ogni mese. Queste illustrazioni ad acquerello ebbero una grande visibilità grazie alla presenza dei tomte in scene buffe o accattivanti accanto a soggetti tipicamente natalizi e ad animali esotici. Era solita fare uso della macchina fotografica per ritrarre scene di vita familiare all'aria aperta che le sarebbero servite poi come soggetto dei suoi disegni.
Nel 1933 suo figlio, Curt Nyström Stoopendahl (1893-1965), seguì le sue orme e divenne anche lui un popolare artista di cartoline e poster, rimanendo molto vicino allo stile artistico di sua madre. Anche la sua firma, "Curt Nyström", sembrava quella di sua madre. Allo stesso modo, suo cognato, Georg Stoopendaal, già all'inizio del XIX secolo trovava le cartoline una buona fonte di guadagno, a differenza dei suoi dipinti più seri, e anche le sue cartoline di Natale sono chiaramente ispirate a quelle di Jenny Nyström.
Rimasta attiva fino alla fine, morì nella sua casa di Stoccolma il 17 gennaio 1946.

## Babbo Natale e Natale
Nyström creò l'immagine svedese del jultomte su numerose cartoline di Natale e copertine di riviste, collegando così la versione svedese di Babbo Natale agli gnomi del folklore scandinavo.

## Galleria d'immagini

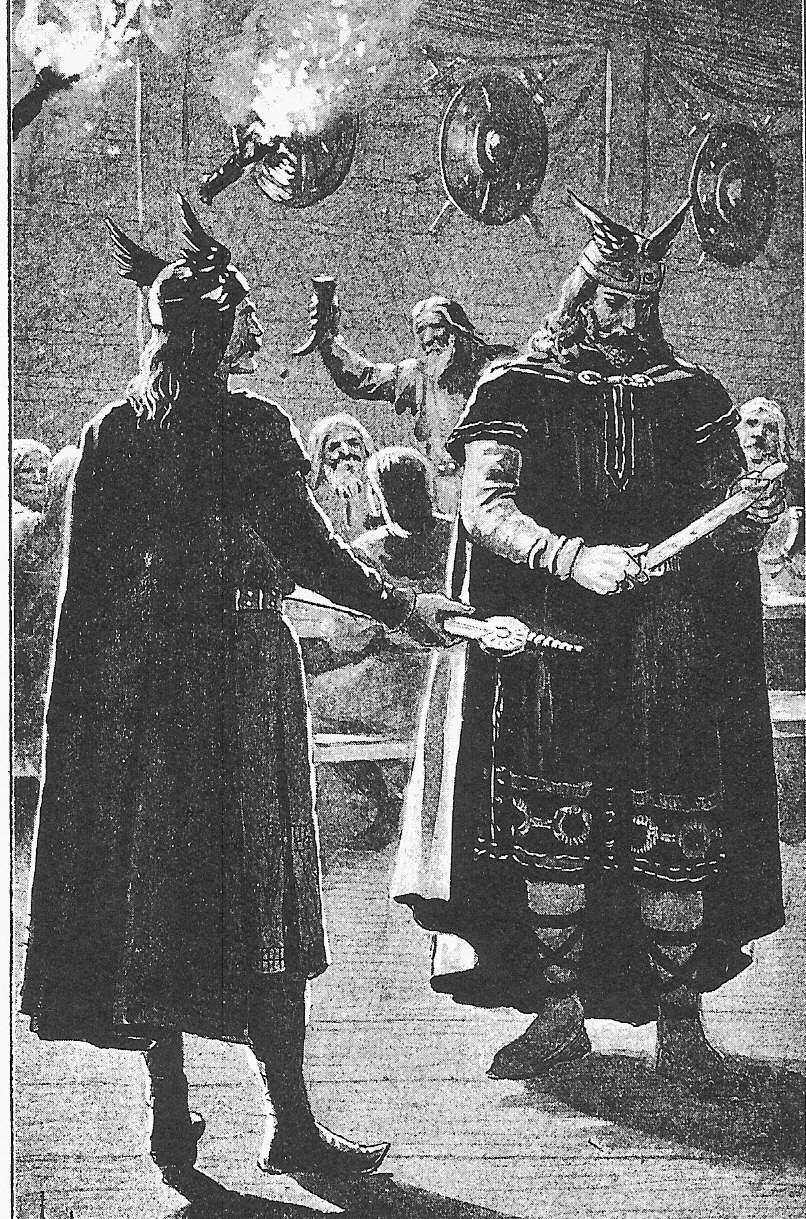
Heoroweard e Hrólfr Kraki (1895)
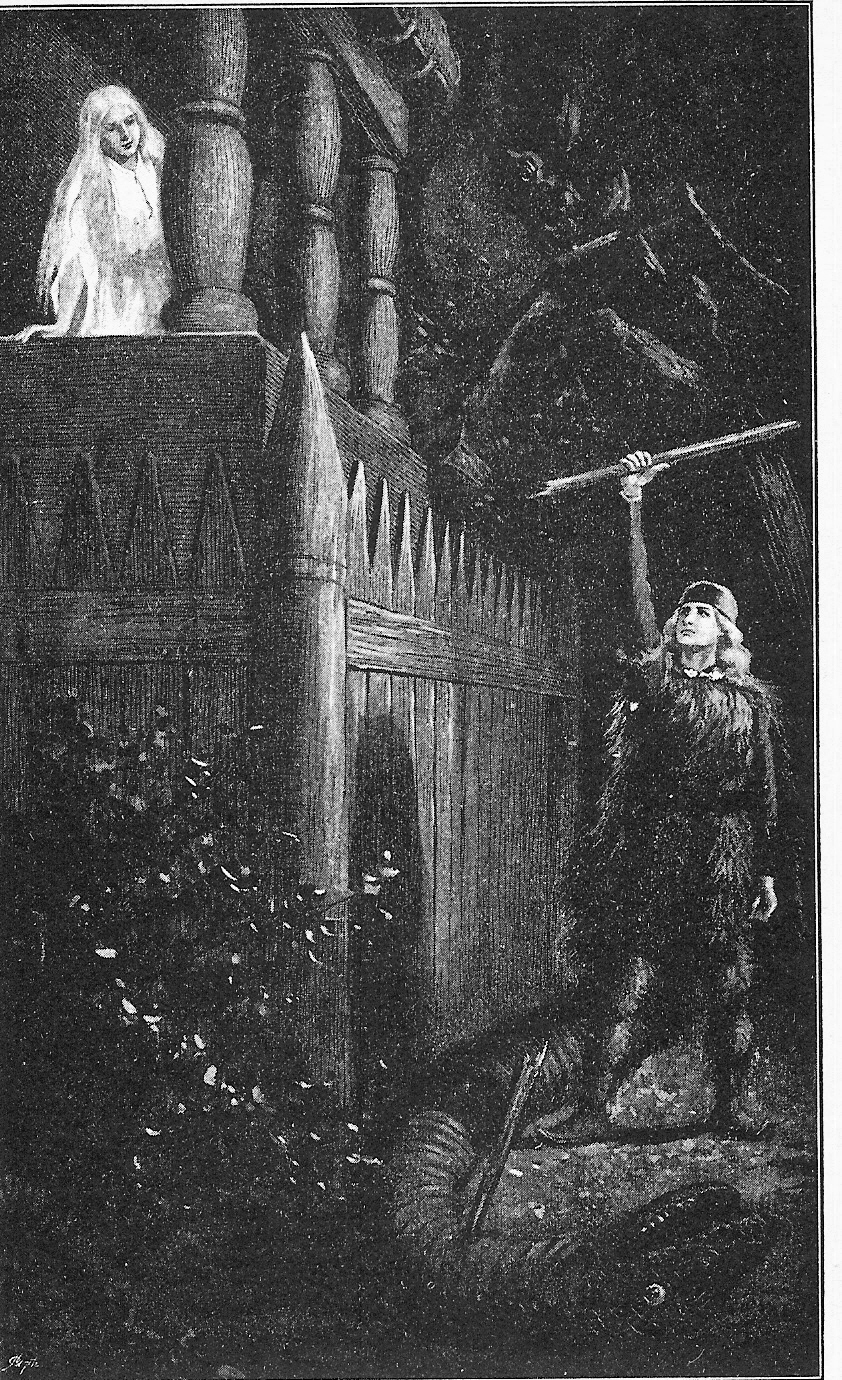
Þóra Borgarhjǫrtr (1895)
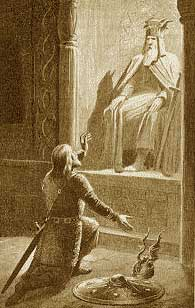
Eric il Vittorioso (1895)
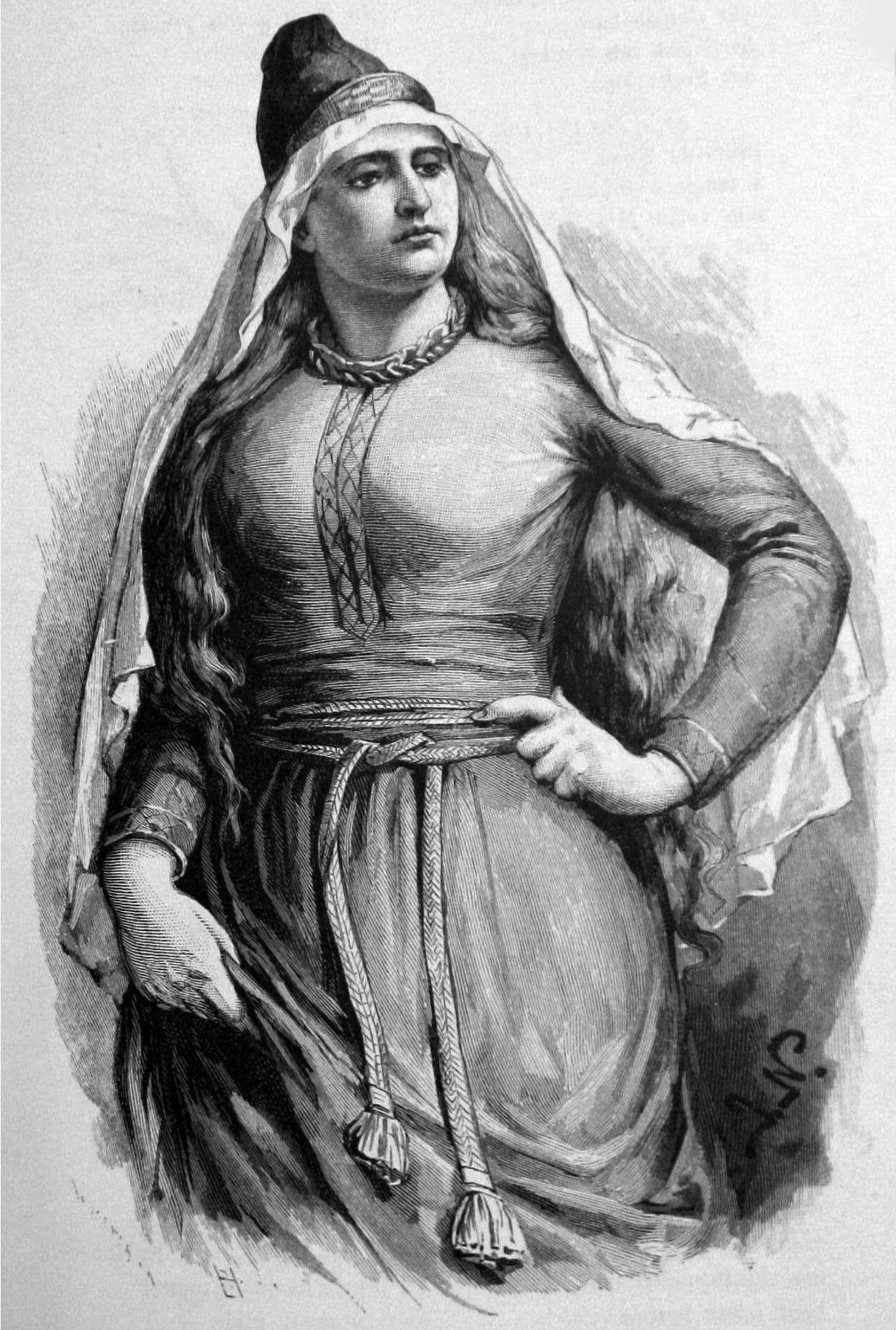
Frigg, moglie di Odino (1893)
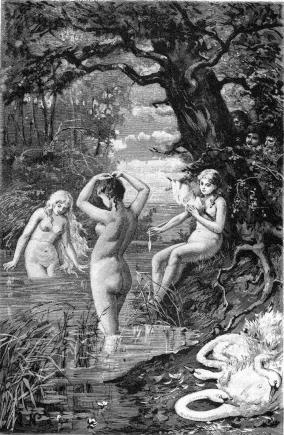
Valchirie con le piume di cigno (1893)
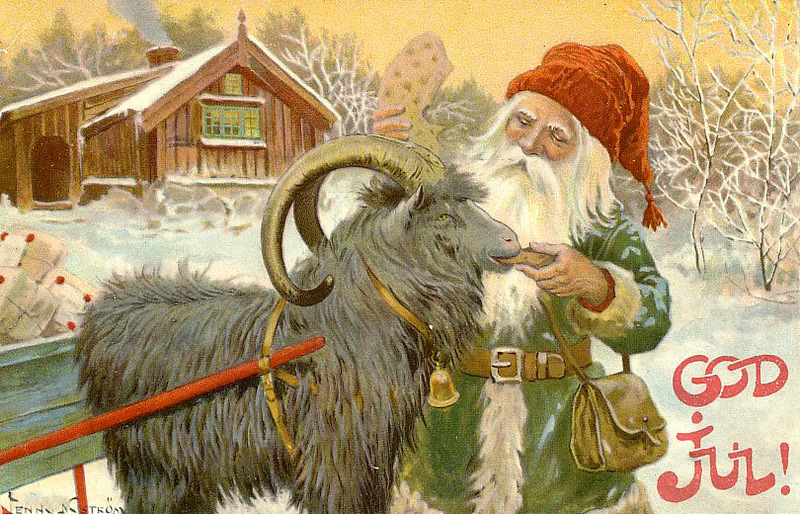
God Jul ("Buon Natale!")
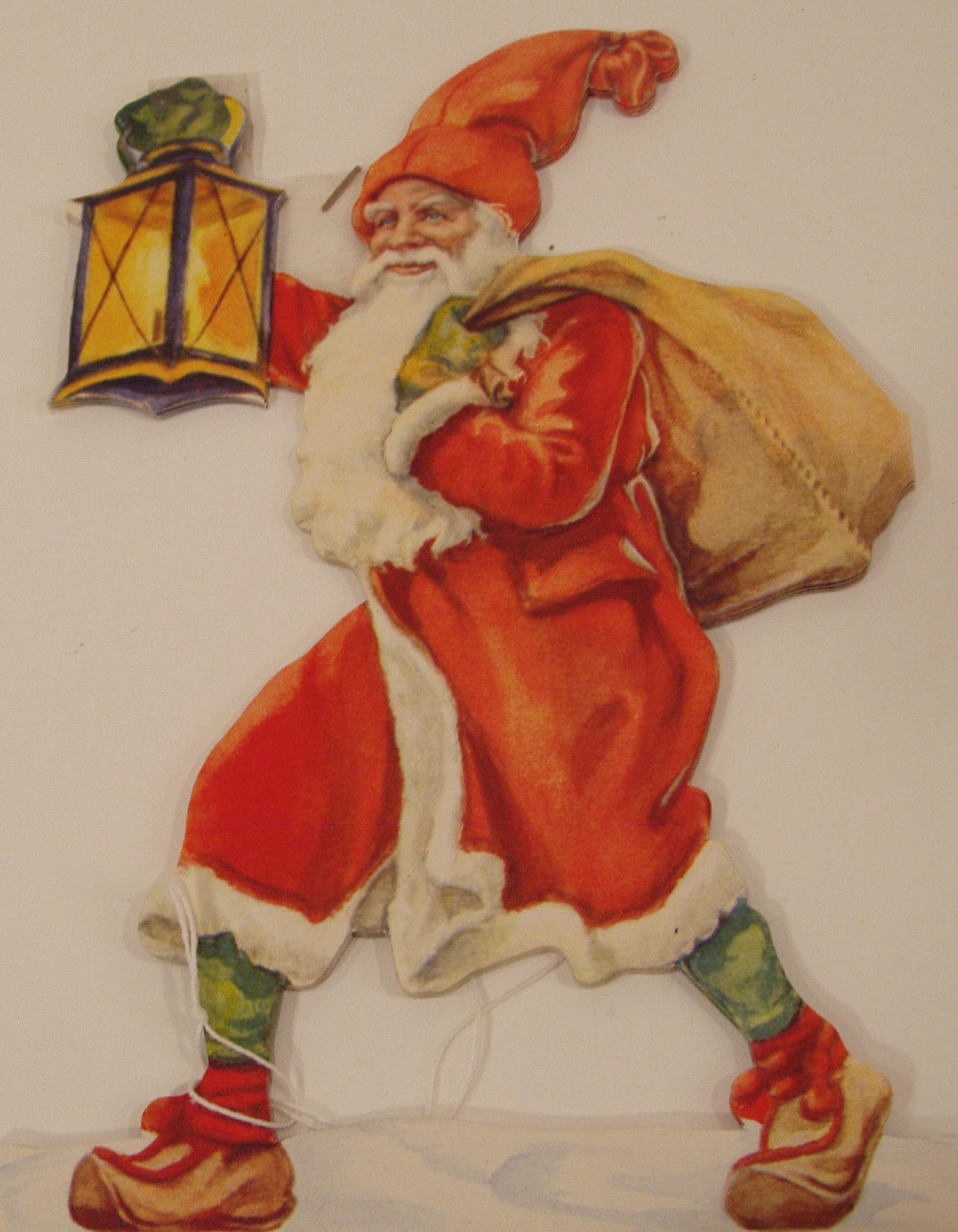
Cartolina natalizia commerciale